# پوپلار کاتن سنتر (کالیفرنیا)
پوپلار کاتن سنتر (به انگلیسی: Poplar-Cotton Center) یک منطقهٔ مسکونی در ایالات متحده آمریکا است که در شهرستان تولار، کالیفرنیا واقع شده‌است. پوپلار کاتن سنتر ۳٫۳۲۴ کیلومتر مربع مساحت و ۲٬۴۷۰ نفر جمعیت دارد.